# 祝部成茂
祝部 成茂（はふりべ の なりもち）は、鎌倉時代前期から中期の日吉大社神職。

## 略歴
日吉社禰宜の家に生まれ、自身も同社の神主、禰宜、禰宜惣官を務めた。元久元年（1204年）春日社歌合での作が評価されて叙爵。承久3年（1221年）承久の乱後、幕府から乱への関与を疑われて鎌倉に呼び出されたが、程なく疑いを解かれて帰洛を果たしている。文暦2年（1235年）日吉社と近江の武士佐々木高信との争いに端を発し、日吉社は神輿を持ち出して強訴を行った。幕府は高信ら武家方の関係者を処罰する一方、翌嘉禎元年（1236年）には山門方で争乱を引き起こした利玄の責任を追及しようとしたが、成茂は利玄が妻の弟だった関係から坂本の自邸に利玄を匿った。そのため守護使不入の地である坂本に六波羅探題の武士が踏み入り、山門方も強く抵抗するという騒動に発展し、成茂は説明のため鎌倉へと下向している。宝治元年（1247年）天台宗僧の法印俊範が弾劾された際、日吉社の神宝を濫用して俊範に味方したとして無動寺衆徒より訴えられている。建長元年（1249年）古希の祝いとして後嵯峨上皇より御製。を賜る。建長2年（1250年）正四位下。建長6年（1254年）75歳で卒去。。

## 歌人として
歌人として知られ、元久元年（1204年）春日社歌合では始めて歌合の読み人として召されたが、その際に詠んだ「冬の来て 山もあらはに 木の葉ふり 残る松さへ 峰にさびしき」の歌が後鳥羽上皇に高く評価され、この歌は後に『新古今和歌集』にも撰ばれている。その後も建永元年（1206年）卿相侍臣歌合 、建永元年（1215年）四十五番歌合、寛喜4年（1232年）石清水若宮歌合、寛元元年（1243年）河合社歌合、建長3年（1251年）影供歌合に参加している。。
家集に『成茂宿禰衆』があり、また勅撰集に44首が撰ばれている。また同時代の代表的女流歌人である後鳥羽院下野は妹にあたる。『徒然草』第14段では当時は評価されたものの今では「歌くず」と評されている和歌の事例について語られており、春日社歌合で詠まれた成茂の「冬の来て」の歌もその一例で、詠まれた当時は後鳥羽上皇からも特別に褒賞されたものだが、鎌倉時代末期ころには評価が低くなってしまっていたという。

## 官歴
- 元久元年（1204年）4月12日：出雲権守[19]、冬：従五位下[2]、12月28日：正五位下[20]
- 貞応2年（1223年）11月：見従四位上大蔵少輔[21]
- 年不詳：丹後守[22]
- 建長2年（1250年）2月10日：正四位下[10]